# هیمن موکریانی
محمدامین شیخ‌الاسلامی مُکری متخلص به هیمن (به کردی: هێمن Hêmin، به معنی متین) یا هیمن موکریانی (زادهٔ بهار سال ۱۹۲۱ در مهاباد، درگذشته ۱۶ آوریل ۱۹۸۶ در ارومیه) شاعر، مترجم و نویسنده کرد ایرانی بود.
هیمن پس از یادگیری قرآن و کتب مقدماتی فارسی و عربی به مهاباد رفت و در مدت چهار سال در خانقاه و مدرسه جد مادریش شیخ یوسف برهان به عنوان طلبه علوم دینی تحصیلات خود را ادامه داد. هیمن تحت تأثیر معلم مدرسه‌ای در کلیجه در نزدیکی ده خود (لاچین مهاباد) به نام ملااحمد فوزی (زاده سلیمانیه و درگذشته در مکری در ۱۹۴۳) از فارسی و سرودن شعر بدان روی گردانده و به شدت به کردی و فولکلور آن علاقه‌مند شده و مروج زبان نوشتاری کردی شد. هیمن از فعالان حزب دموکرات کردستان ایران در زمان اعلام استقلال کردستان در ۱۹۴۶ در ایران بود و سپس به کردستان عراق رفت تا بعد از انقلاب بهمن ۱۳۵۷ که به ایران بازگشت و در ارومیه درگذشت.

## زندگی
وی در روستای شیلان‌آباد از توابع مهاباد در شمال‌غرب ایران متولد شد. پس از به پایان رساندن آموختن در خانقاه شیخ برهان در شرفکند، هیمن در سال ۱۳۲۱ همراه با دوست خود، عبدالرحمان شرفکندی (هه‌ژار)، به جمعیت احیای کرد (کومهڵهٔ ژیانه‌وهٔ کورد) پیوست. در جمهوری مهاباد (ژانویه تا دسامبر ۱۹۴۶/ زمستان ۱۳۲۴ تا پاییز ۱۳۲۵) به‌عنوان شاعر ملی جمهوری کردستان ملقب شد و منشی حاجی باباشیخ، نخست‌وزیر آن جمهوری، گشت.
پس از سقوط جمهوری، هیمن به شهر سلیمانیه در کردستان عراق پناهنده شد و در آنجا اقامت گزید. در آنجا دستگیر شد، ولی مخفیانه به لاچین بازگشت.
پس از قرارداد آشتی ۱۱ مارس ۱۹۷۰ میان حزب دموکرات کردستان عراق و حکومت عراق، هیمن به بغداد رفت و در آنجا اقامت گزید و عضو فعال فرهنگستان علوم کرد شد.
هیمن، پس از سرنگونی پادشاهی پهلوی (۱۳۵۷)، دوباره به کمیتهٔ مرکزی حزب دموکرات کردستان ایران پیوست. پس از سال ۱۳۶۲ در ایران یک انتشاراتی کردی به نام انتشارات صلاح‌الدین ایوبی در شهر ارومیه برپا کرد. آن انتشاراتی از بهار ۱۳۶۴ یک فصلنامهٔ فرهنگی به نام سروه (نسیم) به چاپ می‌رساند که هیمن تا زمان درگذشتش مسئول آن فصلنامه بود. او قبل از انقلاب ۱۳۵۷ ایران در سال ۱۳۵۷، در روزنامه کردستان که در تهران منتشر می‌شد، همکاری می‌کرد.
هیمن در روزنامه‌های کردستان، هه‌واری کورد (فریاد کرد)، هه‌واری نیشتمان (فریاد میهن)، گڕوگاڵی منداڵان (قیل‌وقال کودکان)، ئاگر (آتش) و ههڵاڵه (لاله) نیز می‌نوشت.
هیمن پس از ۶۵ سال زندگی، بر اثر سکتهٔ قلبی، در تاریخ جمعه ۲۹ فروردین سال ۱۳۶۵ خورشیدی (۱۴۰۶ ه‍. ق) درگذشت.

## آثار هیمن
- «تاریک و روون»، مجموعهٔ نظم و نثر ۱۹۷۴
- «پاشه رۆک»، مجموعهٔ نظم و نثر
- «ناڵهٔ جودایی»، مجموعهٔ اشعار ۱۹۷۹
- «پاشه رۆکی مامۆستا هێمن»، مجموعهٔ مقالات، مهاباد ۱۹۸۳
- «توحفهٔ موزه ففه رییه»، ترجمه
- «ئه فسانه کوردییه کان»، ترجمه
- «چه پکێک گوڵ و چه پکێک نێرگز»
- «شازاده و گه دا»
- «قه ڵای دمدم»
- «هه واری خاڵی»